# ローガン郡区 (アイオワ州カルフーン郡)
ローガン郡区 (Logan Township) は、アメリカ合衆国アイオワ州カルフーン郡にある16の郡区の一つである。2000年の国勢調査で、人口は142人だった。

## 地理
ローガン郡区は93.6平方キロメートル（36.14平方マイル）で、組み込まれている自治体 (incorporated settlements) はない。アメリカ地質調査所によると、この郡区はLogan TownshipとPiperとRobyの3つの霊園が含まれる。